# Philippe-Paul Matter
Philippe-Paul Matter, francoski general, * 13. december 1872, † 11. februar 1959.